# コンガリー国立公園
コンガリー国立公園（コンガリーこくりつこうえん、英語: Congaree National Park）はアメリカ合衆国の国立公園である。米国内に残された、沖積層低地に広がる広葉樹の広大な原生林を保護している。サウスカロライナ州にあるこの22,000 エーカー（約89 km²）の公園は、米国で最も小さい国立公園の一つである。この氾濫原生林内で青々と茂った木々は古代の低地広葉樹林の遺存であり、米国東部で最も高い部類に入り、現存する中で最も高い天然の林冠の一つを形成している。公園中を流れるコンガリー川（Congaree River）の氾濫原に湿地林、泥炭地、クリーク、湖などがあり、ラクウショウがよく見られる。15,000 エーカー（60.70 km²）すなわち公園の約70%は、ウィルダネス地域に指定されている。2006年の来園者数は、134,045人である。

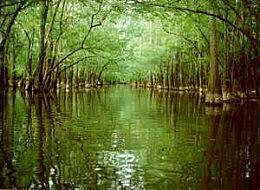
セダー・クリーク（Cedar Creek）

コンガリー国立公園は、動物、植物の聖地と広く認識されているが、一方で、原始的なキャンプ場を呼び物にしており、ハイキング、カヌー乗り、野鳥観察ができる。鳥類のホオジロシマアカゲラ、ハクトウワシ、アメリカトキコウ、ツバメトビ、ズアカキツツキ、哺乳類のラフィネスクウサギコウモリ、ナントウホオヒゲコウモリのほか、公園内で見ることができる大型動物にはオオヤマネコ、クロクマ、シカ、野生化ブタ、野犬、コヨーテ、シチメンチョウがいる。公園内の水中には両生類、カメ（キボシイシガメ）、ヘビ、ワニ（アメリカアリゲーター）、多種類のボウフィン、オオクチバス、パンフィッシュ、ナマズ、カワカマスのような魚といった興味深い生物がいる。一方、生態系の脅威となるイノシシ、イボタノキ属、アシボソ、クズ、シナフジ、カニクサなどの外来種が侵入している。原始的な未開地でのキャンプができる。公園にはハイキング用の道があり、セダー・クリーク（Cedar Creek）には32.2 km（20マイル）のカヌー用の印のついた水路がある。
1969年、シエラクラブは、この原生林を比較的高価な木材価格に関心を持つ私的土地所有者から保護するため、草の根運動を開始した。この運動の結果、1976年10月18日、米国議会によってコンガリー沼国定史跡が設立された。1983年6月30日にはユネスコの生物圏保護区となった。公園の3分の2以上は、1988年10月24日、ウィルダネス地域に指定され、2001年7月26日には重要野鳥生息地となった。境界が広げられた後、2003年11月10日に国立公園となった。2012年にラムサール条約登録地となった。

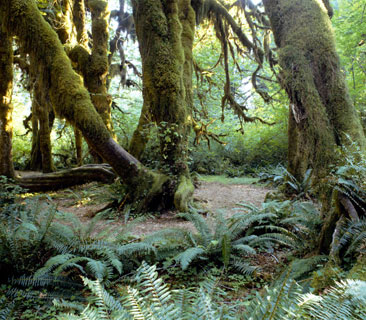
コンガリー国立公園の原生林

コンガリー国立公園は、まだ国立公園としてはあまり知られておらず、サービス体制が不十分である。ほとんどの来園者は、地表の繊細なキノコ類、植物を保護している沼沢地を通る歩道橋、ボードウォーク・ループ（Boardwalk Loop）沿いに歩く。毎週日曜日、沼を巡るボートが運航されている。

## 参照
- The National Parks: Index 2001–2003. Washington: 米国内務省